# Unabhängigkeitskriege in Venezuela

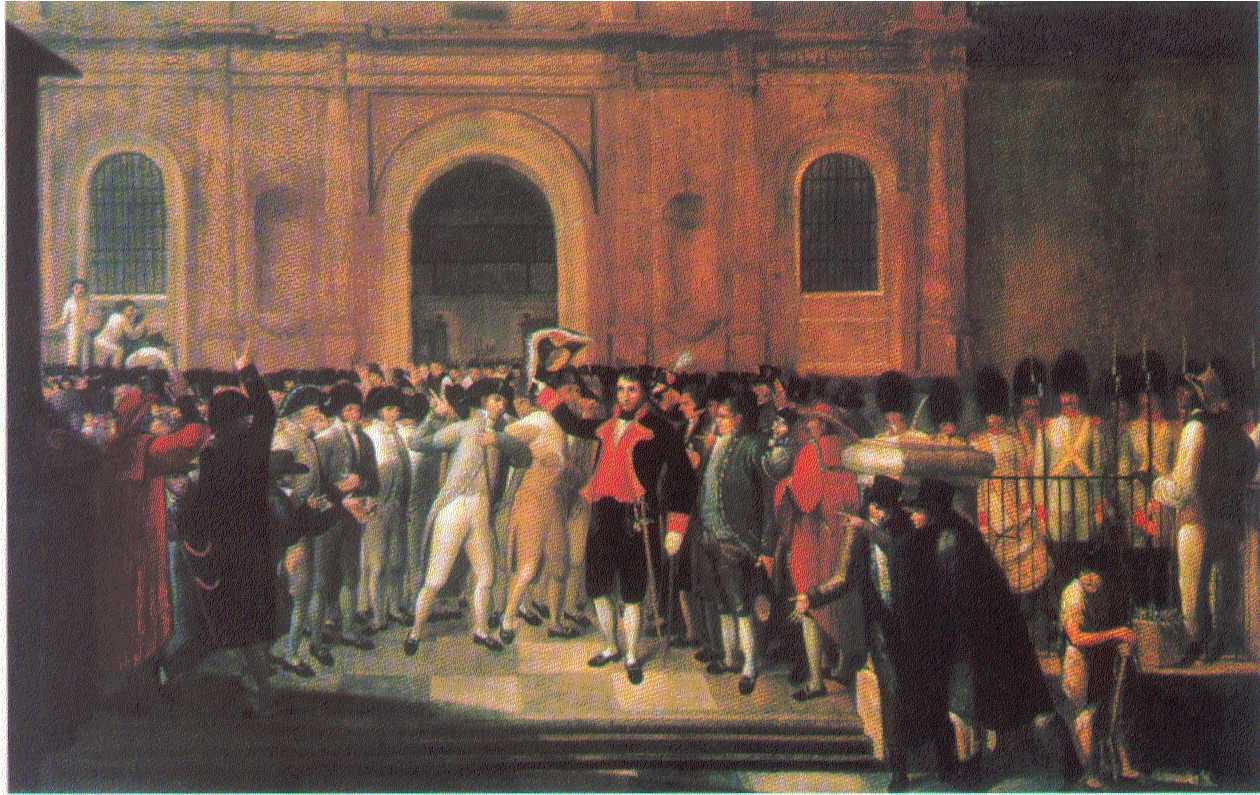
Absetzung Vicente Emparáns und Machtübernahme der Junta am 19. April 1810 in Caracas

Die Unabhängigkeitskriege in Venezuela waren ein Teil der südamerikanischen Unabhängigkeitskriege von 1810 bis 1823. Ziel der bewaffneten Kämpfe war die Loslösung des Generalkapitanats Venezuela vom kolonialen Mutterland Spanien. Zu Grenzen und Bevölkerung siehe  Bevölkerung der iberischen Kolonien in Südamerika am Ende der Kolonialzeit.
Mit inbegriffen ist der Bürgerkrieg, bei dem sich monarchistische Anhänger des Königs Ferdinand VII. von Spanien gegen die von der Französischen Revolution angeregten Verfechter der Republik, die üblicherweise als Patrioten bezeichnet werden, kämpften. Wichtigster Anführer der Patrioten war Simón Bolívar.

## Vorgeschichte
Aufgrund der Defizite im spanischen Kolonialsystem hatte es zwar seit dem frühen 16. Jahrhundert Aufstände von Siedlern gegeben, doch erst durch die Unabhängigkeit der USA und die Französische Revolution entstanden zusätzliche Gründe, die – nach gescheiterten Vorläuferrebellionen – kontinentweit zum Streben nach Emanzipation von der spanischen Bevormundung führten. Über Jahre hinweg hatten vor allem reiche Kreolen gegen die Macht der Iberer konspiriert, aber als napoleonische Truppen Spanien und die Kolonien besetzten, war das Maß für das Gros der Bevölkerung voll, und es kam zu Aufständen gegen die spanischen Kolonialbehörden, die sich nicht gegen den französischen Einfluss wehrten. In Caracas wurde daher am 19. April 1810 der Generalkapitän Vicente Emparán von einer Ratsversammlung (Junta) von Honoratioren abgesetzt, die die Regierung und Verwaltung übernahm. Diese Maßnahme, die noch nichts mit der Unabhängigkeitserklärung im darauffolgenden Jahr 1811 zu tun hat, war der erste Schritt zur Selbstbestimmung und wird daher heute in Venezuela als Nationalfeiertag begangen.
Die Zustimmung zu diesem ersten Akt der Auflehnung war relativ breit, aber noch waren nicht alle bereit, die konsequente Fortführung bis hin zur absoluten Unabhängigkeit mitzutragen. Diese führte in Teilen der einheimischen Bevölkerung zur Ablehnung der Separatismusbestrebungen, und die Spanier waren ohnehin nicht bereit, ihre Macht- und Gebietsansprüche aufzugeben. So folgten erste militärische Auseinandersetzungen innerhalb der Patrioten einerseits und gegen die Spanier und die Anhänger der Monarchie andererseits.

## Die Erste Republik
Die westliche Küstenregion, die sich dem Aufstand in Caracas nicht angeschlossen hatte, mit Maracaibo und Coro, wo es 1810 den ersten, wenig erfolgreichen Feldzug der Republik gegeben hatte, sowie der Südosten, die Provinz Guayana, waren 1811 die Zentren der Auflehnung gegen die neue Ordnung. Aber nicht nur in diesen Brennpunkten des militärischen Geschehens wurde gekämpft, auch in anderen Landesteilen erfuhr die Republik nicht nur Zustimmung. So musste Francisco de Miranda im Juli und August 1811 einen Feldzug gegen die Königstreuen von Valencia unternehmen, der zwar für seine Streitkräfte recht verlustreich war, aber mit der Niederschlagung des Aufstands endete.
Am 26. März 1812, dem Tag, als die republikanische Offensive in Guayana scheiterte, verheerte ein Erdbeben Caracas und leitete letztlich den Untergang der Republik ein. Entscheidend war der Feldzug des Fregattenkapitäns Juan Domingo de Monteverde, der im Auftrag der spanischen Gouverneure von Maracaibo und Coro den militärischen Kampf gegen das Heer Mirandas vorantrieb. Am 25. Juli unterzeichnete er, obwohl die Republik über ein größeres Truppenkontingent verfügte als die Spanier, in San Mateo die Kapitulationsurkunde der Ersten Republik. Bolívar, dem ein Gefangenenaufstand in Puerto Cabello durch den Verrat eines seiner Offiziere aus dem Ruder gelaufen war und die Spanier in den Besitz des einzig befestigten Hafens von Venezuela gebracht hatte, übergab am Monatsende Miranda den Spaniern. Der bedeutendste Vorkämpfer der venezolanischen Unabhängigkeit starb 1816 im Festungskerker von Cadíz.

## Errichtung der Zweiten Republik
Die Patrioten, die in der Folge Opfer spanischer Strafaktionen wurden, flohen außer Landes oder in unzugängliche Regionen Venezuelas. Ein Treffpunkt für die Flüchtlinge war das kolumbianische Cartagena de Indias. Unter den Exilanten befanden sich auch Offiziere der Armee der Ersten Republik, die in Diensten der Provinzregierung Feldzüge gegen die Monarchisten unternahmen. Einer dieser Offiziere war Simón Bolívar, der mit dem „Manifest von Cartagena“, das den Untergang der Ersten Republik erklärt, zweihundert Mann für einen Feldzug warb. Diese Kampagne am oberen Río Magdalena wurde zu einem Erfolg, und Bolívars Heer wuchs. Nun unter dem Befehl des Kongresses der vereinigten Provinzen Neu-Granadas (Kolumbien, vgl. Die erste Republik Kolumbien), wehrte er einen Vorstoß der Spanier auf die Ostkordilleren ab und erwirkte vom Kongress die Erlaubnis, in den venezolanischen Merída-Anden die Grenzsicherung fortzuführen. Er überschritt bewusst, aber ungeahndet mit seinen Neugrenadiner Truppen, denen sich im Lauf des Feldzugs viele venezolanische Freiwillige anschlossen, seine Kompetenzen, als er im Mai 1813, nach der Veröffentlichung seines „Dekrets vom Krieg bis zum Tod“ in Trujillo, den Marsch auf Caracas begann. Die Spanier hatten fünftausend Mann zur Verteidigung über das ganze Land verteilt, während Bolívar den Feldzug mit nur wenigen Hundert Kämpfern unternahm.
Derweil hatte Santiago Mariño auf der trinidadischen Insel Chacachacare mit 44 Gesinnungsgenossen die Rückeroberung Venezuelas beschlossen. Er konnte auf Grund glücklicher Umstände die auf der anderen Seite des Golfes liegende Stadt Güiria einnehmen, woraufhin seine Truppe durch Zuläufer schlagartig auf 5000 Mann anwuchs. Die beiden fast gleichzeitig stattfindenden Feldzüge, die durch die teilweise drakonischen Strafmaßnahmen der Spanier kräftig Zulauf erhielten, zwangen Monteverde, der nach seiner erfolgreichen Kampagne spanischer Oberkommandierender war, seine Truppen aufzuteilen. In beiden Feldzügen waren die Patrioten siegreich. Während Mariño noch vor Barcelona beschäftigt war, zog Bolívar zum Abschluss seiner Campaña Admirable (span: bewunderungswürdiger Feldzug) Anfang August in Caracas ein und rief die Zweite Republik aus.

## Die Verteidigung der Zweiten Republik
Bei den vorherrschenden Kräfteverhältnissen nimmt es kaum wunder, dass die zahlenmäßig überlegenen Spanier und Königstreuen sich nicht mit den beiden Niederlagen abfinden wollten und die zwar besiegten, aber nicht vernichteten Heere reorganisieren wollten. Für die Republik schädlicher war allerdings das Verhalten der beiden Befreier: Jeder beharrte auf seiner Wichtigkeit und forderte die absolute Vorherrschaft. So war das befreite Venezuela in einen Ost- und einen Westteil gespalten, was den Spaniern die Arbeit erleichterte. Als sich Bolívar und Mariño Anfang 1814 auf ein gemeinsames Vorgehen gegen die Kolonialstreitkräfte einigten, die inzwischen ebenfalls Zulauf von einheimischen Royalisten erhalten hatten, war es zu spät.
José Tomás Boves und Francisco Tomás Morales rekrutierten in den weiten Ebenen am Orinoko und seinen Nebenflüssen mit Lanzen ausgestattete Llaneros, Rinderhirten (vergleichbar den späteren Cowboys in den USA), die in großer Zahl in die Zentralregion einzubrechen versuchten. Nach ersten erfolglosen Bemühungen der Söldner in königlichen Diensten erfolgte ein Vorstoß, gegen den Bolívar ein Bollwerk in San Mateo errichtete, wo sich die von Süden kommende Straße nach Valencia im Westen und Caracas im Osten gabelt. Nach mehr als einem Monat Belagerung traf endlich das Ostheer ein und brachte Bolívar die dringend benötigte Entlastung. Mariños Truppen schlugen Boves’ Reiter, aber von Westen kamen zwei weitere Feldzüge von Manuel Cajigal y Niño und José Ceballos, der schon Ende 1813 mit einer Rückeroberungskampagne gescheitert war. Auch diese konnten mit gemeinsamer Anstrengung abgeschlagen werden, aber die Rückkehr von Boves' Llaneros führte Mitte 1814 zur endgültigen Niederlage. Bolívar und Mariño konnten sich mit ihren Offizieren absetzen, und wieder war Cartagena ihre Anlaufstelle. Die Llaneros vernichteten bis zum Jahresende fast alle zurückgebliebenen Truppenteile und schonten auch die Zivilbevölkerung nicht. Nur wenigen im Land verbliebenen Patrioten gelang die Flucht in den Urwald.

## Spanische Rückeroberungsexpedition
Während die letzten Republikaner oft verzweifelt versuchten zu überleben, hatte der auf den spanischen Thron zurückgekehrte Ferdinand VII. (Napoleon hatte nach seiner Einnahme Spaniens seinen Bruder Joseph als Herrscher eingesetzt) 1815 ein Expeditionsheer unter Pablo Morillo, über zwölftausend Mann, in seine amerikanischen Kolonien gesandt, um die ungeliebten Republiken auszutilgen und die spanische Kolonialordnung wiederherzustellen. In Venezuela hatte das Heer nach dem Feldzug von Boves, der bei einer der letzten Schlachten gefallen war, und Morales wenig zu tun und wandte sich zum Jahresende nach Neu-Granada. Die nach Cartagena geflohenen Venezolaner halfen nun, die Stadt gegen das Heer Morillos zu verteidigen (außer Bolívar, der nach seiner Einnahme von Bogotá wegen Streitigkeiten der dortigen Patrioten und vor allem seiner Belagerung Cartagenas, weil dieses nicht gewillt war, seinen Feldzug gegen die Königstreuen der kolumbianischen Nordostküste zu unterstützen, auf Jamaika Exil gefunden hatte – s. a. Die erste Republik Kolumbien). Als Cartagena am Jahresende zu unterliegen drohte, flohen die venezolanischen und kolumbianischen Offiziere und trafen Bolívar auf Haiti (er hatte Jamaika nach einem visionären Brief zur Befreiung Südamerikas und vor allem wegen eines von Morillo in Auftrag gegebenen Mordversuchs verlassen).

## Die Rückkehr der Patrioten
Mit der Unterstützung von Alexandre Petion, dem Präsidenten von Haiti, sowie der Hilfe von Geschäftsleuten, die in der Karibik Handel trieben, kehrte Bolívar Anfang 1816 mit Truppen nach Venezuela zurück. Zuerst versuchten die Patrioten sich im Ostteil festzusetzen und nahmen Maturín ein. Dass dies nicht zu einem dauerhaften Erfolg werden würde, erkannte Henri Louis Ducoudray Holstein, der schon Cartagena mitverteidigt hatte, und verließ die Separatisten. Die anschließende Landung an der zentralvenezolanischen Küste bei Ocumare de la Costa geriet nach einer verlorenen Schlacht zum Desaster, weil Bolívar, seine Leute und seine Ausrüstung zurücklassend, floh. Den zurückgebliebenen Soldaten gelang es, sich in den Ostteil des Landes durchzuschlagen, wo einige der Übriggebliebenen der Zweiten Republik gerade wieder Oberwasser bekamen. Gemeinsam mit diesen Truppen gelang die Einnahme von Barcelona, wo Bolívar Ende 1816 die erneut mit der Hilfe Petions geworbenen Truppen und die dazugehörige Ausrüstung anlanden konnte.
Wieder verhinderten Streitigkeiten untereinander den nachhaltigen Erfolg gegen die Spanier, weil Mariño, obwohl es bereits eine Versammlung auf der Insel Margarita gegeben hatte, die Bolívar zum obersten Chef erklärt hatte, auf dem Festland erneut eine Volksversammlung einberief, um sich zum Oberkommandierenden zu machen. Da Teile der Truppen, die Bolívar bei seiner ersten Rückkehr im Osten zurückgelassen hatte, Angostura (heute Ciudad Bolívar) und Ciudad Guayana, kurz vor der Orinokomündung, zur Einnahme vorbereitet hatten, konnte Bolívar mit Schiffsunterstützung Anfang August 1817 die beiden zur Kontrolle des unteren Orinoko erforderlichen Städte einnehmen. Bereits hier legte er am Ende des folgenden Jahres 1818 den Grundstein zu Großkolumbien, das er Anfang 1819 ausrief und dessen Ende er 1830 in den letzten Monaten seines Lebens miterlebte.
Seit 1816 hatten Llaneros aus der Provinz Apure mit den Resten der Patrioten Neu-Granadas in Casanare den Spaniern immer wieder Verluste bei zahlreichen Gefechten zugefügt (beide damaligen Provinzen sind größer als die heutigen Verwaltungseinheiten). Diese Lanzenreiter wurden von José Antonio Paez angeführt, der seit den Tagen der Ersten Republik für die Patrioten gekämpft hatte. Zum Obersten aufgestiegen, hatte er zeitweise die venezolanisch-kolumbianischen Resttruppen in Casanare und Apure angeführt. Nach der Gründung von Bolívars Republik am unteren Orinoko schloss er sich diesem an. Seine Reiter hatten für die Herstellung und Aufrechterhaltung der Verbindung zu den Patrioten in Neu-Granada gesorgt, und er hatte die Aktionen Bolívars unterstützt. Dieser hatte ihn dafür zum General ernannt und führte Anfang 1818 mit Paez’ Kavallerie und den seit 1817 vermehrt eintreffenden europäischen Söldnern, die auf der Insel Margarita ausgebildet worden waren, sowie seinen eigenen Soldaten einen Feldzug, der nach Caracas führen sollte. Diese sogenannte Zentrumskampagne scheiterte jedoch, zum Teil an selbstverschuldeten Fehlern, aber auch an der numerischen Überlegenheit der Spanier sowie den Fähigkeiten des spanischen Oberbefehlshabers Morillo.

## Der Neu-Granada-Feldzug und seine Folgen
Auch auf Anraten seiner europäischen Offiziere, die zu Recht darauf hinwiesen, dass in Venezuela vier spanische Divisionen standen, während in Kolumbien nur eine stationiert war, begann Bolívar 1819, nachdem Morillo zu Jahresbeginn in Apure aktiv gewesen war, den Neu-Granada-Feldzug (s. Die Schlacht von Boyacá), der zur Befreiung des Nachbarlands führte und den Republikanern erhebliche Mengen an Ressourcen zur Fortführung des Krieges bescherte. Die Spanier waren durch den Verlust ihres Vizekönigreichs geschockt, und ihre militärischen Operationen beschränkten sich auf ein Minimum. So wurde 1820 der Waffenstillstand von Santa Ana (bei Trujillo) von Bolívar und Morillo unterzeichnet, nachdem ihre Offiziere monatelang den Vertragstext ausgehandelt hatten.
Seit dem 18. Februar 1818 fand der Kongress von Angostura statt, der als Ziel die Schaffung einer Republik Kolumbien (Großkolumbien) verfolgte.

## Entscheidung in Venezuela

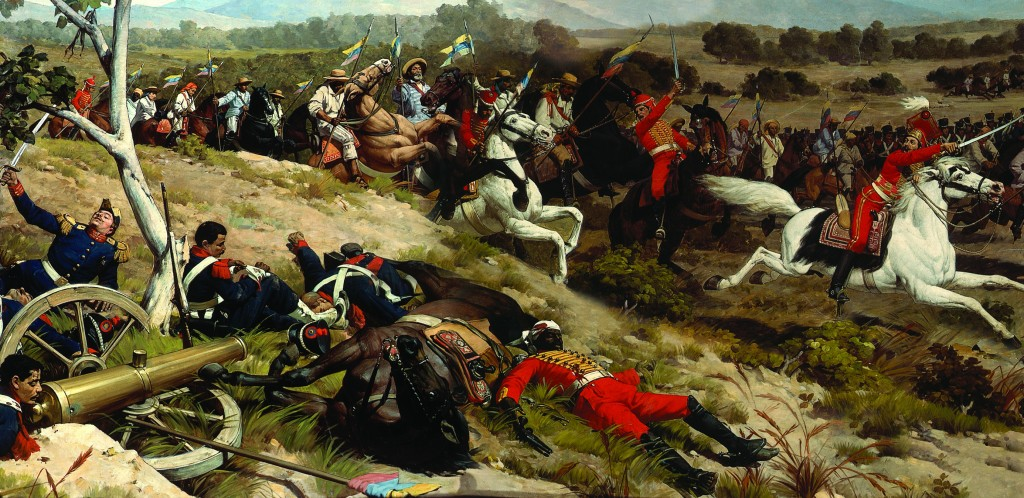
Schlacht von Carabobo, Gemälde von Martín Tovar y Tovar

Nach dem Neujahrsaufstand von Rafael del Riego, der ein weiteres Expeditionsheer nach Südamerika hätte führen sollen, änderte sich die Haltung gegenüber den Kolonien in Spanien für wenige Jahre – zum Glück für die Patrioten, denn ein weiteres, noch stärkeres Heer aus Spanien hätte die Unabhängigkeitsbestrebungen zweifellos nachhaltig beendet. Die mit dem Politikwechsel in Spanien verbundene mangelnde Unterstützung für Bolívars fähigsten Widersacher, Pablo Morillo, führte Ende 1820 zum Rückzug von seinem Amt. Nachfolger wurde Miguel de la Torre. Gegen ihn führte Bolívar 1821 einen Feldzug, der in die Schlacht von Carabobo mündete, bei der die Spanier ihre Vormachtstellung in Venezuela endgültig einbüßten.

## Kämpfe nach der spanischen Niederlage

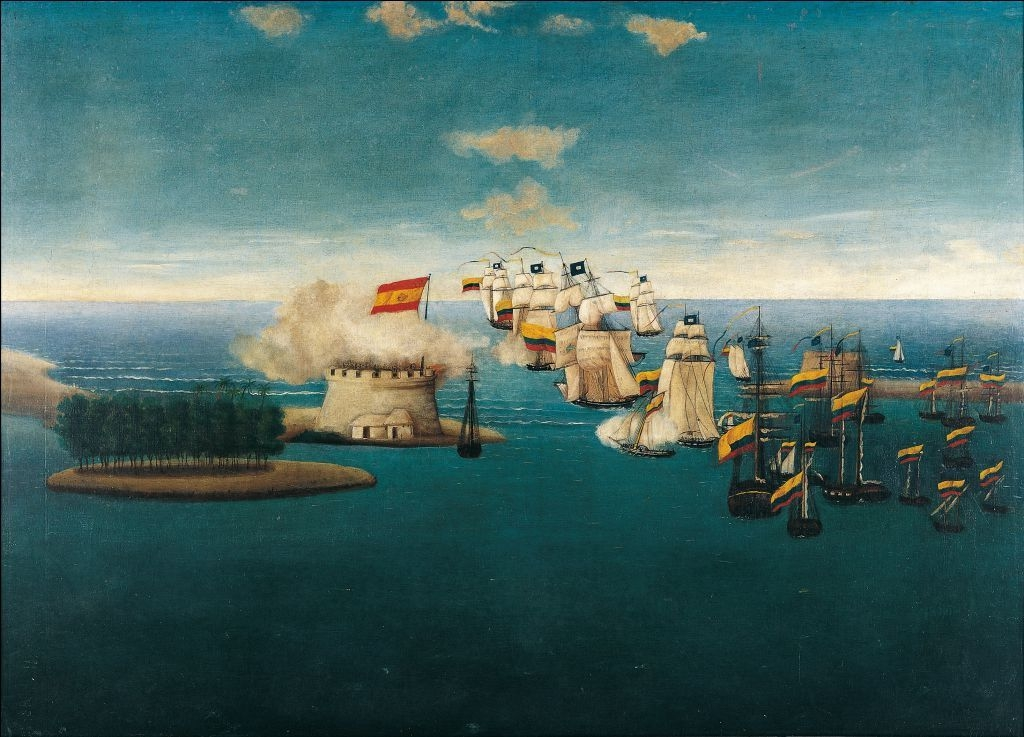
Vorbereitendes Seegefecht zur finalen Seeschlacht von Maracaibo 1823, Gemälde von José María Espinosa Prieto

Die Spanier verschanzten sich in Puerto Cabello. In den beiden folgenden Jahren wurde Puerto Cabello drei Mal belagert. Trotzdem gelang es dem neuen Oberbefehlshaber Francisco Tomás Morales 1822, mit Hilfe der spanischen Karibikflotte auszubrechen und Maracaibo zu besetzen. Von hier aus führte er Feldzüge nach Osten und Süden, denen sich die örtlichen Royalisten anschlossen, die den Widerstand nicht aufgeben wollten. Erst der kombinierte Einsatz von Landstreitkräften und Marine führte im August 1823 zur Kapitulation des letzten spanischen Oberbefehlshabers in Venezuela. Die letzten Spanier wurden im November von Paez in Puerto Cabello bezwungen. Damit war der Krieg zwar offiziell beendet, aber noch auf Jahre hinaus erhoben sich Royalisten gegen die Republik, was weitere Militäroperationen nach sich zog und den zivilen Aufbau (und die soziale Entwicklung) behinderte.